# Шевцов, Сергей Анатольевич
Серге́й Анато́льевич Шевцо́в (укр. Сергій Анатолійович Шевцов; род. 31 декабря 1975, Херсон) — украинский футболист и тренер.

## Биография

### Карьера игрока
Воспитанник херсонского футбола Сергей Шевцов, свою профессиональную карьеру начинал в команде родного города «Таврия», куда его пригласил тренер Игорь Гамула. В её составе дебютировал 14 апреля 1992 года, в поединке 9 тура первого чемпионата Украины против мариупольского «Азовца», заменив на 85 минуте Виталия Попадопула. Всего, в своём первом чемпионате на взрослом уровне, сыграл 9 матчей. Следующий сезон молодой игрок провёл в другой команде Херсонской области — «Мелиоратор» (Каховка), после чего возвратился в «Таврию». Во время зимнего межсезонья, в конце 1993 — начале 1994 годов, принял участие в мини-футбольном чемпионате Украины, играя за местную футзальную команду «Энергия».
Весной 1994 года Шевцов перебрался в российский клуб второй лиги «Торпедо» (Арзамас), в составе которого стал серебряным призёром зоны «Центр» и в следующем сезоне, вместе с командой, выступал в Первом дивизионе российского чемпионата.
В начале 1998 года вернулся в Херсон, продолжив выступления в местном «Кристалле». В сезоне 1998/99 в 24 матчах забил 24 гола, став лучшим бомбардиром второй лиги. Летом 1999 года перешёл в днепропетровский «Днепр». Дебютировал в чемпионате Украины 16 июля 1999 года в поединке «Днепр» — «Металлург» (Запорожье), а через тур — 24 июля, в игре против «Прикарпатья», забил первый голом в высшей лиге. Всего в дебютном сезоне за «Днепр» Шевцов принял участие в 27 поединках из 30. В следующем сезоне за основной состав практически не играл. Выйдя на поле в двух стартовых поединках, в дальнейшем, до конца первого круга, находился во второй команде днепрян.
По окончании осенней части чемпионата 2000/01 Шевцов покинул Днепропетровск. В начале 2001 года пытался трудоустроиться в зарубежном клубе и успел дебютировать в польской Экстраклассе в составе клуба «Гроцлин-Дискоболия», но по разным причинам закрепиться в польской команде не удалось, и Шевцов вернулся на Украину, где подписал контракт с полтавской «Ворсклой», выступавшей под руководством тренера Андрея Баля в высшей лиге. Постепенно стал одним из лидеров коллектива. В сезоне 2002/03 с 8 забитыми голами стал лучшим бомбардиром полтавчан, сыграв за команду также наибольшее количество игр в чемпионате — 29. В следующем первенстве, несмотря на перенесённую в межсезонье операцию на коленном суставе, восстановился ко второй части сезона, пропустив в чемпионате только одну игру и наряду с Лаки Идахором снова стал лучшим бомбардиром «Ворсклы».
По окончании чемпионата и завершению действия контракта покинул клуб, перебравшись в симферопольскую «Таврию». Сыграв в стартовых матчах за крымский клуб, снова травмировался. Пройдя длительный процесс лечения и реабилитации, Шевцову было сложно рассчитывать на место в стартовом составе, и в начале 2005 года он принял предложение от возглавлявшего «Закарпатье» Виктора Ряшко продолжить карьеру в его команде. Второй круг сезона 2004/05 провёл в коллективе из Ужгорода. Свой последний матч в высшей лиге Шевцов сыграл 28 мая 2005 года, приняв участие в игре против одесского «Черноморца», в котором на 90 минуте отличился голом, ставшим победным. Рецидивы и последствия старых травм не позволяли нападающему играть и тренироваться в полную силу и по окончании чемпионата, 29-летний футболист вынужден был завершить профессиональную игровую карьеру.

### Карьера тренера
Работал тренером в херсонской СДЮШОР «Кристалл», был играющим тренером местного любительского коллектива «Сигма», с которым принимал участие в чемпионате области и первенстве Украины. В 2007 году команда спортшколы, составленная из ребят 1990—1991 годов рождения, принимала участие в соревнованиях за Кубок Херсона среди взрослых команд. Подопечные Шевцова сумели пробиться в финал турнира, где встретились с командой «Гилея-Инвест». Основное время поединка завершилось с ничейным результатом, а в серии послематчевых пенальти точнее были юные футболисты, став впервые в истории этого кубкового турнира обладателями трофея. Через некоторое время президент команды «Гилея-Инвест» Сергей Нестеренко, предложил Шевцову возглавить его коллектив, вскоре переехавший в Новую Каховку и ставший играть под названием «Энергия». Стартовав с городского первенства, коллектив под руководством Шевцова стал чемпионом и обладателем Кубка Херсонской области, выступал в любительском чемпионате Украины. В сезоне 2010/11 «Энергия» получила профессиональный статус и стала участником первенства второй лиги. Подопечные Шевцова уверенно стартовали в турнире, став одними из лидеров группы «А», продолжительное время занимая первую строчку в турнирной таблице. Но в заключительной части первенства энергетики утратили свои позиции, в итоге финишировав на 3 месте. Следующий сезон коллектив завершил на четвёртом месте. Летом 2012 года «Энергию» покинул основной инвестор и президент, клуб практически перестал финансироваться. Как следствие команду покинули игроки основного состава, прекратил сотрудничество с клубом и весь тренерский штаб во главе со Шевцовым.
Вскоре Шевцов возглавил перволиговую «Крымтеплицу», куда его пригласил владелец и президент клуба Александр Модестович Васильев. С новым руководителем Шевцов был знаком с января 2011 года, когда тренер со своей предыдущей командой принимал участие в «Кубке Крымтеплицы», став в итоге победителем этого турнира. Перед наставником была поставлена задача переформатировать коллектив, а в турнирном плане — финишировать не ниже 5 места. Но быстро перестроить игру и наладить игровые связи молодому тренеру не удалось. После удачного старта, начавшегося с двух побед и одной ничьей, команда потерпела несколько досадных поражений и к зимнему межсезонью подошла занимая 14 место в турнирной таблице. Результат руководством был воспринят как неудовлетворительный и в декабре соглашение тренера с клубом, по обоюдному согласию сторон, было расторгнуто.
Шевцов вернулся в родной Херсон, где в марте 2013 года возглавил «Кристалл». 14 сентября 2018 года снова возглавил херсонский клуб.

## Достижения
- Лучший бомбардир второй лиги Украины: (1998/99 — 24 гола)

## Семья
Сын Илья также профессиональный футболист